# هيرمان أنكر
هيرمان أنكر (بالنرويجية البوكمول: Herman Anker)‏ هو مدرس نرويجي، ولد في 15 يوليو 1839 في هالدن في النرويج، وتوفي في 9 أغسطس 1896.